# 杰弗里·A·弗里登
杰弗里·A·弗里登（1953年11月18日—）是美国政治学家，哈佛大学教授，2018年当选美国文理科学院院士，主要作品有《货币政治：汇率政策的政治经济学》（Currency Politics: The Political Economy of Exchange Rate Policy）、《国际政治经济学：审视全球权力与财富》（World Politics: Interests, Interactions, Institutions，与戴维·A·莱克合著）等。